# 吓跑 (歌曲)
吓跑（也译为惊慌逃跑）是阿塞拜疆雙人组合艾尔与妮基演唱的歌曲。由史蒂芬·恩、桑德拉·彼尤曼（Sandra Bjurman）、伊恩·詹姆斯共同創作，於2011年5月27日發行單曲。歌曲代表阿塞拜疆參與2011年在德国杜塞尔多夫舉辦的2011年歐洲歌唱大賽，艾尔与妮基最終以221分贏得比賽冠軍，不僅成为了自1963年以来首位夺冠的男女混搭二人组合，也是阿塞拜疆的首位欧洲歌唱大赛冠军。
英國《獨立報》的班·凱利（Ben Kelly）將歌曲列在「歷屆歐洲歌唱大賽冠軍歌曲排行」第37名，稱吓跑仿佛來自2000年代樂團專輯的第4首單曲，用最少預算展現令人印象深刻的視覺效果。而在英國《衛報》的「歷屆歐洲歌唱大賽冠軍歌曲排行」中，記者亚历克西斯·佩特里蒂斯（Alexis Petridis）將其排在第14名，佩特里蒂斯表示歌曲旋律可愛、有著酷玩樂團般的體育場抒情風貌。

## 製作與發行
吓跑以C大調創作，每分鐘86拍，是首時長2分59秒的歐洲流行歌曲，艾尔与妮基的音域範圍為G3到C5。瑞典音樂家史蒂芬·恩、桑德拉·彼尤曼（Sandra Bjurman）與英國音樂家伊恩·詹姆斯负责詞曲創作，其中恩和彼尤曼是去年阿塞拜疆参赛歌曲泪珠滴答的作者。吓跑是艾尔与妮基首次合作作品，艾尔表示一開始兩人都沒有想到歌曲可以這麼成功。
歌曲於2011年3月13日以音樂錄影帶形式公開。5月27日，歌曲以單曲形式發售，當中收錄了由德国DJ艺人Azzido Da Bass制作的原音乐和混音版本。

## 歐洲歌唱大賽

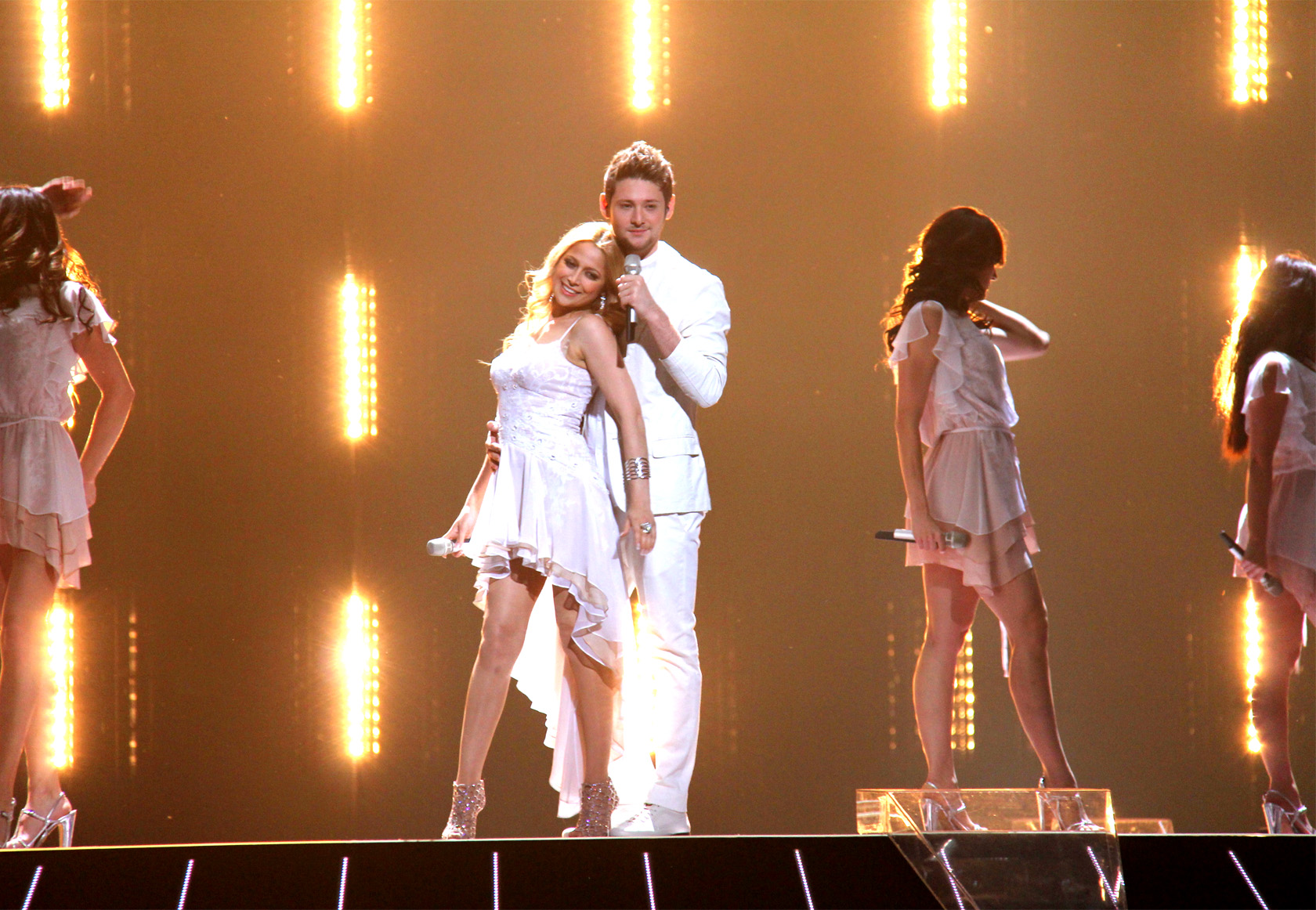
2011年欧洲歌唱大赛上的艾尔与妮基

為了選出阿塞拜疆代表，İTV自2011年1月10日開始四處徵集歌曲，最終吓跑從海內外70首歌曲中脫穎而出。艾尔达·嘎西莫夫表示，各种不同风格、音质和潮流（spirits）的歌手，都能在这首歌中寻找到完美的共同点。
經過「半決賽分配抽籤」，吓跑被安排在2011年5月10日的第一場半決賽（Semi-final 1），最終艾尔与妮基以122分的成績成功進入決賽。在決賽，艾尔与妮基以221分獲得2011年歐洲歌唱大賽冠軍。他们成為了阿塞拜疆的首位欧洲歌唱大赛冠军，也是繼1963年（英格曼兄妹約爾根和格里絲）以来首位夺冠的男女混搭二人组合。為了紀念首次奪冠，阿塞拜疆發行了紀念郵票。
吓跑是近年來大賽分數最低的冠軍歌曲，歌曲刷新了歷屆冠軍平均得分的最低纪录，平均从每个评委获得了5.26分（滿分12分），打破了2005年冠军艾莲娜·帕帕里祖歌曲我的唯一所保持的纪录。

## 音樂錄影帶
吓跑包含兩部音樂錄影帶（MV），一部於2011年3月13日發布，另一部於2011年4月12日發布，皆由塔摩·克瑞姆擔任執導。克瑞姆曾是2002年欧洲歌唱大赛的製作人，他向阿塞拜疆呈交了自己的提议，並獲得了执导权。
第一部在棚內拍攝，僅是展現兩人的唱歌畫面。第二部則于克里米亚南部海岸的“浪漫之地”拍攝，影片中的妮基先是陪伴一条拉布拉多犬坐在悬崖边，接著她乘坐缆车，與途中遇到的艾尔擦肩而過。畫面轉場到兩人独唱和合唱的片段。最后，艾尔在攀爬悬崖，而妮基则温柔地看着他，并与其面对面在一起，一同演唱了歌曲最终的合唱部分。

## 榜單表現
| 週榜單（2011年）                 | 排名 |
| -------------------------------- | ---- |
| 奧地利（Ö3四十強單曲榜）         | 22   |
| 比利时佛兰德（Ultratop單曲榜）   | 37   |
| 比利時瓦隆（Ultratop榜外單曲榜） | 7    |
| 德國（德國官方單曲榜）           | 33   |
| 冰島（RÚV）                      | 2    |
| 荷蘭（百強單曲榜）               | 59   |
| 罗马尼亚（罗马尼亚百强榜）       | 99   |
| 俄罗斯（俄罗斯音乐榜）           | 10   |
| 瑞士（瑞士热门音乐榜）           | 11   |
| 英國（官方榜單公司單曲榜）       | 61   |